# Corticaria langa
Corticaria langa is een keversoort uit de familie schimmelkevers (Latridiidae). De wetenschappelijke naam van de soort werd in 1979 gepubliceerd door Roger Dajoz.